# Frank Film
Frank Film ist ein US-amerikanischer animierter Kurzfilm von Frank Mouris aus dem Jahr 1973.

## Handlung
Auf Tonspur 1 erzählt der Sprecher seine Lebensgeschichte. Auf Tonspur 2 zählt der gleiche Sprecher Dinge auf. Der Sprecher hat die letzten Jahre Bilder gesammelt, die ihn ansprechen. Diese werden meist im Anklang an die erzählte Lebensgeschichte und die Aufzählungen im Schnelldurchlauf als Collagen eingespielt.
Tonspur 1: Der Sprecher, der sich als Frank Mouris vorstellt, wurde in Florida als eines von fünf Kindern geboren. Die Familie gehörte zum einfachen Bürgertum, die Eltern arbeiteten hart und der Standard im Haus wuchs stetig. Frank liebte schon als Kind Essen, weil man es erst betrachten und anschließend zu sich nehmen kann. Er liebt Tiere und hatte stets Haustiere oder wenigstens einen Lieblingselefanten im Zoo. In der Schule war seine Lieblingszeit die Mittagszeit, in der er neugierig in seine Lunchbox schauen konnte, um zu sehen, was er zum Mittagessen haben werde. Als Kind wollte er an der Tankstelle seines Vaters arbeiten, in seiner Jugendzeit wollte er alles andere, nur nicht an der Tankstelle arbeiten. Er verliebte sich meist sehr hartnäckig in Mädchen und plante in seiner Jugendzeit, Modedesigner oder Maskenbildner zu werden, da er so Frauen hätte „formen“ können. Frank ging aufs College, wo er sich von einem Außenseiter hin zu einem geselligen Menschen entwickelte. Er wollte nun Lehrer werden, studierte jedoch Architektur und graduierte schließlich als Grafikdesigner. Er fand seine Berufung als Animationsfilmer und hofft, damit erfolgreich werden zu können.
Tonspur 2: Der Sprecher zählt von 1972 bis 1944 runter und bleibt beim 6. September 1944 stehen, dem Geburtstag von Frances Peter „Frank“ Mouris. Es folgen Aufzählungen: Familienangehörige, Heilige, Päpste, christliche Feiertage und anderes, was indirekt oder direkt mit der erzählten Lebensgeschichte zusammenhängt, darunter hauptsächlich mit „F“ beginnende Wörter, wie „François Truffaut“ oder bei der Betrachtung der zukünftigen Arbeit und gewünschten Erfolge die Reihenfolge „fame, fortune, festivals, flags“. Die Aufzählung endet mit der Jahresreihenfolge 1944 bis 1972 und den Credits.

## Produktion
Die Animationen bestehen aus 11.592 Zeitungsausschnitten, die in Collagen zusammengefasst wurden und im Zeitraffer abgespielt werden. Beide Tonspuren des Films laufen zeitgleich ab. Der Sprecher auf beiden Tonspuren ist Regisseur Frank Mouris, der Soundtrack stammt von Tony Schwartz.

## Auszeichnungen
Frank Film gewann 1974 den Oscar in der Kategorie „Bester animierter Kurzfilm“. Auf dem Festival d’Animation Annecy erhielt der Film 1973 den Grand Prix. Im Jahr 1996 wurde Frank Film als „besonders erhaltenswert“ in das National Film Registry aufgenommen.